# Hemithyrsocera fulmeki
Hemithyrsocera fulmeki är en kackerlacksart som beskrevs av Hanitsch 1932. Hemithyrsocera fulmeki ingår i släktet Hemithyrsocera och familjen småkackerlackor. Inga underarter finns listade i Catalogue of Life.